# Jardin des Plantes (Parijs)

Jardin des Plantes van Parijs: plattegrond.

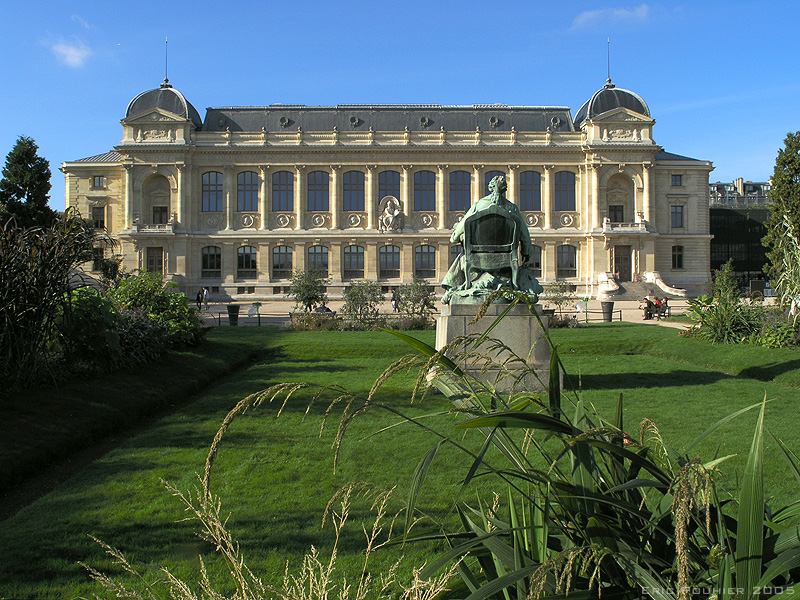
De buitenkant van de Grande Galerie de l'evolution.

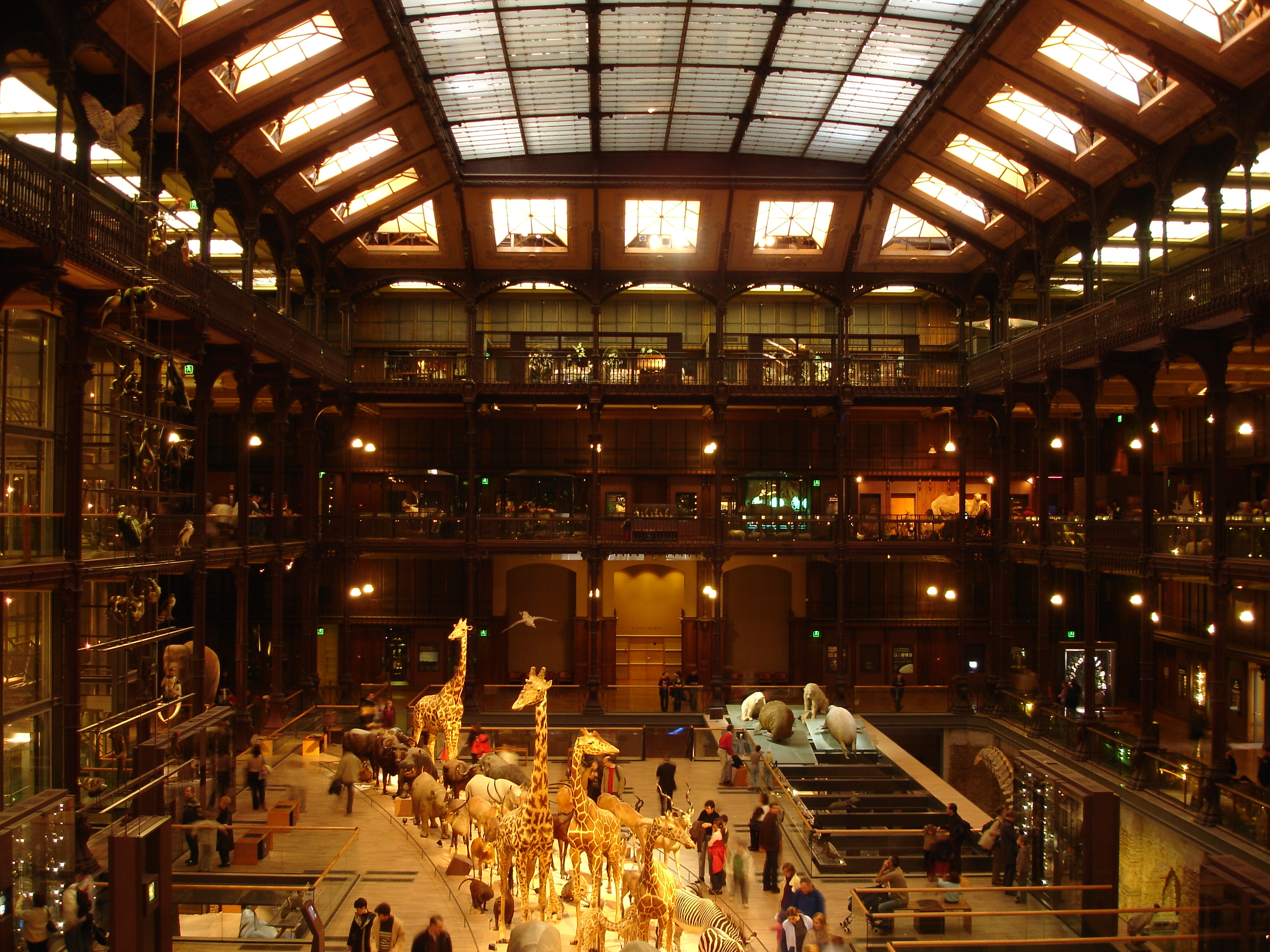
Binnenin de Grande Galerie de l'evolution.

Le Jardin des Plantes (Plantentuin) is een botanische tuin in Parijs. Er is ook een dierentuin gevestigd, de Ménagerie du Jardin des Plantes. De tuin ligt in het 5e arrondissement, op de linkeroever van de Seine, en is sinds 1793 onderdeel van het Muséum national d'histoire naturelle. Het terrein beslaat zo'n 28 hectare. De plantencollectie bevat ruim 10.000 benoemde plantensoorten.
De botanische tuin is aangesloten bij Botanic Gardens Conservation International, een non-profitorganisatie die botanische tuinen samen wil brengen in een wereldwijd samenwerkend netwerk om te komen tot het behoud van de biodiversiteit van planten.

## Geschiedenis
In 1635 richtte Lodewijk XIII op aandringen van zijn lijfartsen Guy de la Brosse en Jean Héroard een botanische tuin op die 'Jardin du Roi' werd genoemd. De beplanting met geneeskrachtige soorten werd aangelegd door Guy de la Brosse. In 1640 werd de tuin voor het publiek geopend. Na een periode van achteruitgang nam Jean-Baptiste Colbert in 1671 het bestuur over. Onder Lodewijk XIV groeide de tuin, mede door de koloniale expedities. De arts Guy-Crescent Fagon, vanaf 1693 lijfarts van Lodewijk XIV, werd tevens benoemd tot intendant. Hij was sinds 1671 al demonstrator van planten in de tuin en had zich omringd met een team van briljante plantkundigen, onder wie Joseph Pitton de Tournefort en Antoine-Laurent de Jussieu. Zij hebben de tuin vergroot en gevormd tot wat deze nu is. Een resultaat van deze ontwikkelingen was de opdracht van Fagon tot de bouw van kassen en de bouw van een amfitheater waar scheikunde werd gedoceerd.
Georges Louis Leclerc de Buffon werd in 1739 de beheerder. Hij breidde de tuinen uit door het toevoegen van een labyrint, waarvan de overblijfselen vandaag de dag nog bestaan. Onder zijn leiding werd de plantentuin een gereputeerde wetenschappelijke instelling.
Tijdens de Franse Revolutie werd de koninklijke tuin niet vernield of te gelde gemaakt. In 1792 werd de koninklijke menagerie van het kasteel van Versailles verplaatst naar de Jardin des Plantes om de Ménagerie du Jardin des Plantes te vormen op initiatief van Jacques-Henri Bernardin de Saint-Pierre. Op 10 juni 1793 richtte de Nationale Conventie in de tuin het Muséum national d'histoire naturelle op, dat tegen 1800 een van de meest vooraanstaande centra van natuurhistorisch onderzoek was.
De tuin werd een modieuze plek om te wandelen en om de exotische fauna te ontdekken. Zo arriveerden op 23 maart 1798  ook Hans en Parkie, de twee Ceylonese olifanten van de verdreven Nederlandse stadhouder Willem V om er het publiek te vermaken. Van 1827 tot 1845 leefde hier Zarafa, de giraffe die Mohammed Ali van Egypte schonk aan Karel X van Frankrijk om, overigens tevergeefs, zijn gunst te verwerven in het conflict met de Griekse opstandelingen. Zarafa was de eerste giraffe die in een Europese dierentuin langer dan twee jaar in leven bleef. De dierentuin is nog steeds het onderkomen van een grote collectie reptielen, vogels, insecten, wilde katten en beren.

## Onderdelen van de botanische tuin

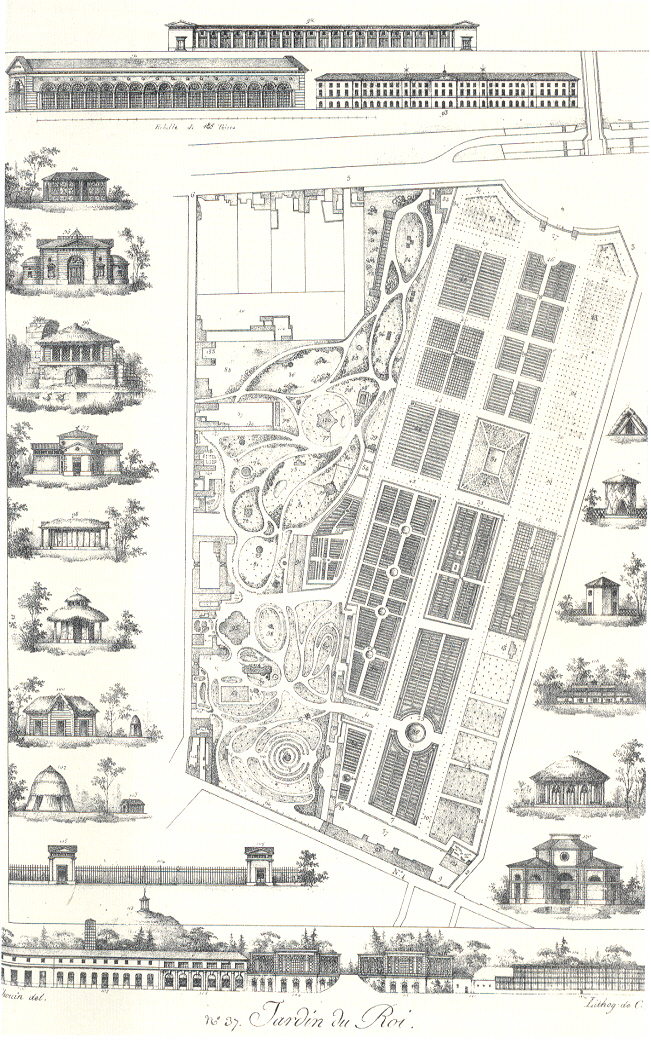
Plattegrond van de botanische tuin uit 1820

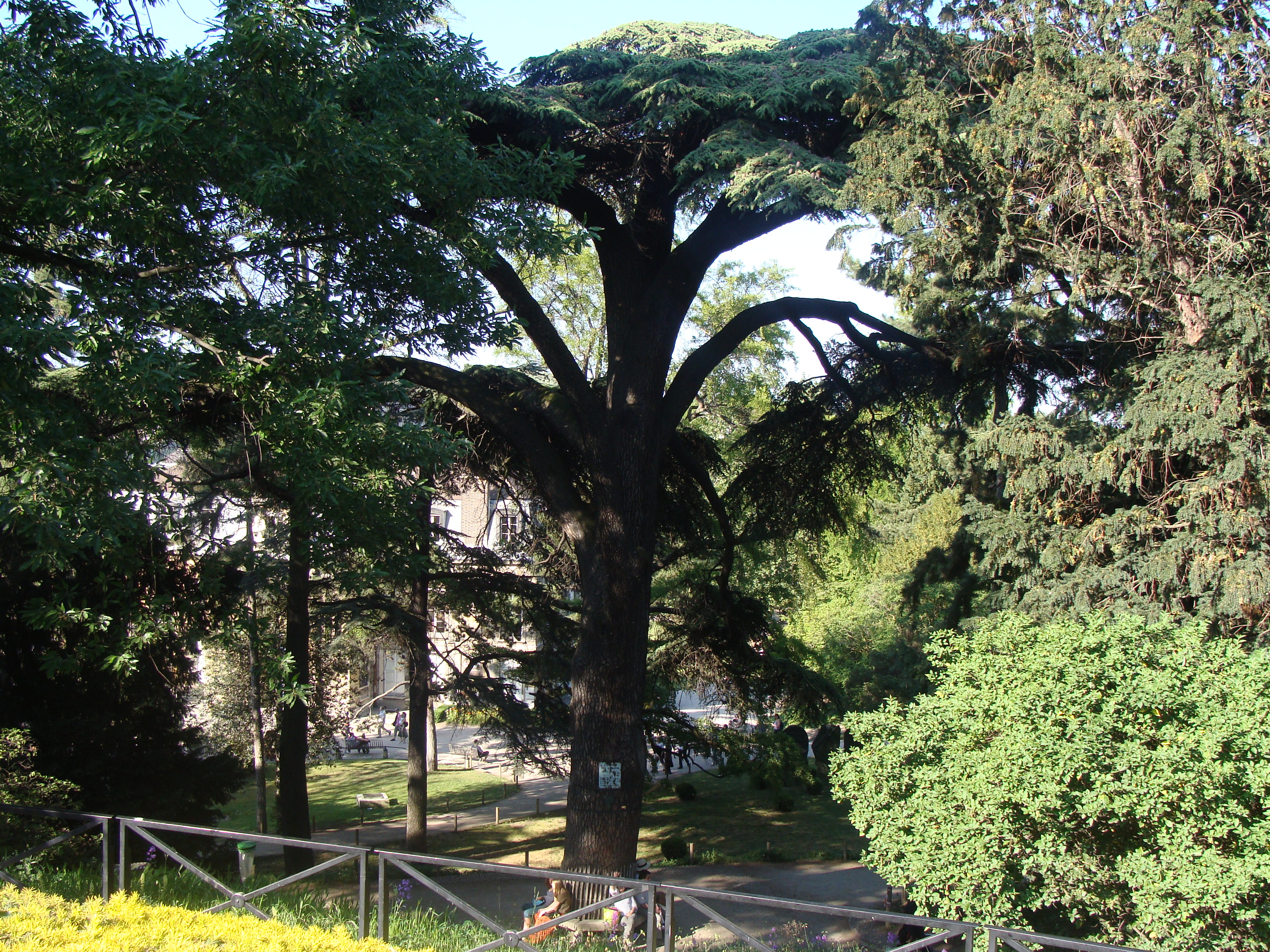
De libanonceder die in 1734 door de Jussieu is geplant.

In de botanische tuin zijn ondergebracht:
- École de Botanique ('botanische school')
- Grande Galerie de l'Évolution ('tentoonstellingsgebouw van de evolutie'), op diverse hoogteniveaus wordt aan de hand van levensecht opgezette dieren de geschiedenis van de evolutie en de verscheidenheid van het dierenrijk verteld.
- Galerie de Minéralogie et de Géologie ('tentoonstellingsgebouw van de mineralogie en de geologie')
- Galerie de Paléontologie et d'Anatomie comparée ('tentoonstellinggebouw van de paleontologie en de vergelijkende anatomie')
- Ménagerie du Jardin des Plantes ('dierencollectie')
- Serre mexicane ('Mexicaanse broeikas')
- Jardin écologique ('ecologische tuin')
- Jardin alpine ('alpiene tuin') met 2000 plantensoorten uit het hooggebergte
- Roseraie ('rosarium')
- Jardin d'hiver ('wintertuin')
- Jardin d'iris et vivaces ('tuin met irissen en meerjarige planten')
- Arbres historiques ('historische bomen'), waaronder de Libanonceder uit 1734, meegenomen in zijn hoed door Antoine de Jussieu
- Carrés de la perspective: vijf rechthoekige, symmetrische plantenbedden, die de aandacht vestigen op de gehele tuin en worden omgeven door een laan van platanen

## Adres
- 57 rue Cuvier, 2 rue Buffon, 36 rue Geoffroy-Saint-Hilaire, place Valhubert 75005 Parijs

## Openbaar vervoer
- Bus: Lijn 24, 57, 61, 63, 67, 89 et 91
- Metro: Lijn 5 Austerlitz, 7 Censier Daubenton, 10 Jussieu of Austerlitz
- Trein: SNCF Gare d'Austerlitz en Gare de Lyon